# Vormholz (Benediktbeuern)
Vormholz ist ein Gemeindeteil von Benediktbeuern im oberbayerischen Landkreis Bad Tölz-Wolfratshausen. Der Weiler liegt circa einen Kilometer östlich von Benediktbeuern.